# 営業所
営業所（えいぎょうしょ、英語: Business office）とは、商人が営業上の活動の中心としている場所のこと。
商法の講学上、同一の商人に場所の異なる複数の営業所が存在する場合、全ての営業所を統括している主たる営業所を本店、これ以外の本店に従属しつつ一定の営業活動を行っている従たる営業所を支店と呼ぶ。

## 概要
多くの場合、商人の用いる営業所のうち、「本社」や「本店」の名称をもつものが通常は主たる営業所（講学上の本店）にあたり、「支社」や「支店」などの名称をもつものが通常は従たる営業所（講学上の支店）にあたることになるが、講学上の支店に対して「○○本社」との名称が付されることもある。
「連絡事務所」や「駐在所」などの名称は、営業所でない拠点について用いられることが多い。

## 営業所の効果
すべての営業所には以下のような法律上の効果が認められることになる。ただし、支店（従たる営業所）の場合には、その効果は管轄する営業の範囲にとどまる。
1. 商業登記における管轄の標準（商業登記法第1条の3）
2. 商行為によって生じた債務についての履行場所（商法第516条）
3. 裁判管轄の標準（民事訴訟法第5条5号）
4. 民訴上の書類の送達場所（民事訴訟法第103条）

## 狭義の営業所
会社組織などで「営業所」の名称が用いられる場合、主に営業、マーケティング機能を実現するために設置された事務所、オフィスのことを指す。企業の販売部門の地方拠点として置かれる場合が多い。その企業規模、経営戦略によって基準は異なるが比較的少人数の社員を配置した事業所や出張所や、駐在所などと、比較的大人数の支店などとの中間的な存在。支店の直下組織として置かれるケースも多い。所属している社員のほとんどが営業、渉外担当者が占め、その統括者を所長と呼ぶ。場合によっては、総務要員や経理要員が所属している事もある。
また、バス・タクシー・トラックなど、自動車運送事業を行う事業者の場合、営業拠点としての機能だけでなく、車庫・操車などの機能を持った拠点を「営業所」と称することも多い。